# Hoplostethus atlanticus
Hoplostethus atlanticus (Collet, 1889), comunemente conosciuto come pesce specchio atlantico o pesce specchio è un pesce d'acqua salata appartenente alla famiglia Trachichthyidae.

## Distribuzione e habitat
Il pesce specchio atlantico è diffuso nell'oceano Atlantico, nell'Indiano, nel Pacifico occidentale. Non vive nel mar Mediterraneo. Vive sulla scarpata continentale o sulla piana abissale a profondità da 180 a 1809 metri.

## Descrizione
La testa è molto grande e tozza, ricca di pieghe e ossa sporgenti, la bocca è girata verso l'alto, dotata di piccoli denti disposti in file. Il corpo è ovaloide, molto compresso ai fianchi, con peduncolo caudale allungato. Le pinne sono arrotondate, rette da grossi raggi. La pinna caudale è bilobata.
La livrea è molto semplice: tutto il corpo è rosso, con sfumature che variano dall'arancio al rosso carminio. L'interno della bocca e delle branchie è bluastro.
Raggiunge una lunghezza massima di 75 cm per 7 kg, più comunemente la taglia arriva a 40 cm.

## Biologia
È uno dei pesci ossei dalla vita più lunga: sono stati pescati esemplari di 149 anni.

### Riproduzione
La biologia della specie è poco nota, si crede che i giovanili vivano in acque profonde. L'accrescimento è molto lento.

### Alimentazione
H. atlanticus si nutre di crostacei (anfipodi, eufausiacei e gamberetti), cefalopodi e di pesci. Gli esemplari giovanili predano piccoli crostacei.

## Predatori
È preda abituale di Ruvettus pretiosus, Diastobranchus sp. e Merluccius merluccius.

## Pesca
Ha una notevole importanza per la pesca commerciale in certe aree. Nel 2006 è stata dichiarata specie minacciata dal governo australiano a causa della sovrapesca.